# Філармонічний оркестр Осло
Филармонический оркестр Осло (норв. Oslo-Filharmonien) — симфонічний оркестр, що базується в Осло і з 1977 використовує як основний концертний майданчик Концертний зал Осло.

## Історія оркестру
Попередником сучасного оркестру був оркестр при товаристві «Музична асоціація Християнії» (норв. Christiania Musikerforening), створеному в 1879 році з ініціативи Едварда Грига та Юхана Свенсен, який виступав спільно з оркестром театру Християнії. Першими диригентами оркестру серед інших були Уле Ульсен та Івер Хольтер, причому останній добився в 1889 році муніципальної підтримки для колективу.
Після відкриття в 1899 році Національного театру оркестр став супроводжувати його спектаклі, а також давати власні концерти під управлінням Юхана Хальворсена. Проте, в 1919 оркестр через конфлікт з адміністрацією театру вийшов з його складу і перейшов на приватне фінансування під назвою «Оркестр філармонічної компанію» (норв. Filharmonisk Selskaps Orkester) і під керівництвом Георга Шнеєфойгта 27 вересня 1919 дав свій перший концерт в новій якості, що вважається датою заснування оркестру. Досить швидко оркестр отримав підтримку таких музикантів, як Єва Кнардаль, Артур Нікіш, Карл Флеш, Сергій Кусевицький та Бруно Вальтер, а його керівником став Ісай Добровейн, який залишив посаду в 1931 році. Проте, незабаром оркестр спіткали фінансові труднощі, частково пов'язані підписанням контракту з Норвезької радіомовною корпорацією в 1925.
В 1979 оркестр, який змінив назву на нинішню, очолив Маріс Янсонс, якому вдалося вивести оркестр на закордонні гастролі і записати симфонії Чайковського, а також твори Бартока, що принесли оркестру ряд міжнародних премій. З 2006 оркестром керує Юкка-Пекка Сарасте.

## Музичні керівники оркестру
- 1919—1920 Юхан Хальворсен
- 1919—1921 Ігнац Ноймарк
- 1919—1921 Георг Шнеєфойгт
- 1921—1927 Хосе Айбеншютц
- 1927—1931 Ісай Добровейн
- 1931—1933 Одд Грюнер-Хегге
- 1931—1945 Улоф Кілланд
- 1945—1962 Од Грюнер-Хегге
- 1962—1968 Герберт Бломстедт
- 1962—1969 Ейвін Ф'єлдстад
- 1969—1975 Мільтіадес Карідіс
- 1975—1979 Окко Каму
- 1979—2002 Маріс Янсонс
- 2002—2006 Андре Превін
- 2006-діючий Юкка-Пекка Сарасте